# Corps valué
En mathématiques, un corps valué est un corps K muni d'une valeur absolue {\displaystyle x\mapsto |x|}. Celle-ci détermine sur K une structure d'espace métrique définie par la distance invariante {\displaystyle d(x,y)=|x-y|}, et K, muni de la topologie métrisable ainsi définie, est un corps topologique.
Par exemple, toute valuation à valeurs réelles sur K permet de définir une valeur absolue sur K (la réciproque n'est vraie que pour les valeurs absolues ultramétriques). Pour cette raison, certains auteurs[Qui ?][réf. souhaitée] appellent corps valué tout corps muni d'une valuation.
La topologie d'un corps valué est discrète si, et seulement si la valeur absolue est triviale, c'est-à-dire issue de la valuation triviale.
L'anneau complété d'un corps valué est un corps valué.